# Bezgovica, Osilnica
Bezgovica este o localitate din comuna Osilnica, Slovenia, cu o populație de 12 locuitori.